# Tokuichi Shiraki
Tokuichi Shiraki, född den 9 mars 1882 i Hakodate, död den 22 december 1970, var en japansk entomolog som var specialiserad på hopprätvingar och tvåvingar.
Auktorsnamnet Tokuichi Shiraki kan användas för Tokuichi Shiraki i samband med ett vetenskapligt namn inom zoologin; se Wikipedia-artiklar som länkar till auktorsnamnet.